# 埃迪斯伯里 (英國國會選區)

選區在柴郡的位置

埃迪斯伯里（英語：Eddisbury），英國國會一郡選區，位於柴郡柴郡東西南和柴郡西-切斯特東南部，包括昔日切斯特區東部、克魯-楠特威奇西北部和韋弗羅亞爾西南部。選區名是一個的百戶—昔日英國的一種行政區—的名字。
本區始設於1885年，1950年被撤。自1983年恢復以來一直支持保守黨。2010年大選中當區議員史提芬·奧布賴恩以51.7%選票第二次連任成功。